# Trichoscypha
Trichoscypha là một chi thực vật thuộc họ Anacardiaceae.
Bao gồm các loài:
- Trichoscypha bijuga, Engl.
- Trichoscypha cavalliensis, Aubrev. & Pellegr.
- Trichoscypha mannii, Hook.f.